# Liste der Kulturgüter in Gretzenbach
Die Liste der Kulturgüter in Gretzenbach enthält alle Objekte in der Gemeinde Gretzenbach im Kanton Solothurn, die gemäss der Haager Konvention zum Schutz von Kulturgut bei bewaffneten Konflikten, dem Bundesgesetz vom 20. Juni 2014 über den Schutz der Kulturgüter bei bewaffneten Konflikten sowie der Verordnung vom 29. Oktober 2014 über den Schutz der Kulturgüter bei bewaffneten Konflikten unter Schutz stehen.
Objekte der Kategorie A sind im Gemeindegebiet nicht ausgewiesen, Objekte der Kategorie B sind vollständig in der Liste enthalten, Objekte der Kategorie C fehlen zurzeit (Stand: 13. Oktober 2021).

## Kulturgüter
| Foto |                                                                          | Objekt                                        | Kat. | Typ | Standort                                                                                           | Beschreibung |
| ---- | ------------------------------------------------------------------------ | --------------------------------------------- | ---- | --- | -------------------------------------------------------------------------------------------------- | --- |
| BW   | Datei hochladen · Wikidata zu Bally-Areal (Q29880823)                    | Bally-Areal KGS-Nr.: 14000                    | A    | G   | Oltnerstrasse 4-18 / Bahnhofstrasse 13–27 / Gösgerstrasse 13–24 / Parkstrasse 1–36 642097 / 246251 | Umfasst Haus zum Felsgarten mit Schuhmuseum, Schlössli, Werkschule, ehemaliges Arbeitercasino, Hotel Storchen, Alter Storchen, Pärkli mit Denkmal Carl Franz Bally, Obere Farbrik, Magazin-Areal, Maschinengebäude, Herrenschuhfabrik, Stanzerei, Gummischuhfabrik, Arbeiterunterkünfte, Kosthaus, Kornspeicher, Pagode, Pfahlbauten sowie Parkanlage mit Fabrikkanal und eiserner Brücke. Areal und Gebäude liegen grossteils auf dem Gemeindegebiet von Schönenwerd (KGS-Nr. 9288). |
| BW   | Datei hochladen · Wikidata zu Gutshof Zirzelhof (Q29880821)              | Gutshof Zirzelhof KGS-Nr.: 11150              | B    | G   | Im Zirzel 4 642742 / 245619                                                                        | |
| ja   | Datei hochladen · Wikidata zu Pfarrkirche St. Peter und Paul (Q29880824) | Pfarrkirche St. Peter und Paul KGS-Nr.: 11151 | B    | G   | Kirchweg 10 642090 / 245803                                                                        | |